# Michael Stern (Rechtsanwalt)
Michael Stern (* 11. Dezember 1897 in Wiener Neustadt; † 2. Dezember 1989 in Wien) war ein österreichischer Rechtsanwalt.

## Leben
Michael Stern besuchte das Bundesgymnasium Babenbergerring in Wiener Neustadt und studierte in Wien Rechtswissenschaft und promovierte am 3. Februar 1922 zum Dr. jur. Er arbeitete als Prokurist bei der Böhmischen Nationalbank (?). Ab 1931 wurde er ein etablierter Rechtsanwalt in Wiener Neustadt.
Im Zuge des Anschlusses Österreichs an Hitlerdeutschland wurde Michael Stern in Wiener Neustadt vom Juristen und Gestapoleiter Friedrich Kranebitter sein Auto, ein Steyr 100, weggenommen. Er wurde aus der Anwaltskammer ausgeschlossen. Infolge der Fünften Verordnung zum Reichsbürgergesetz vom 27. September 1938 war Stern ab dem 29. Dezember 1938 als einer von 30 jüdischen sogenannten Rechtskonsulenten für nichtarische Klienten zugelassen. Er konnte damit sich selbst und seinen Eltern das Überleben retten, während alle anderen Angehörigen seiner Verwandtschaft in Konzentrationslagern um ihr Leben kamen.
Ab dem 28. September 1945 war Michael Stern wieder ein offizieller Anwalt. Er vertrat auch NS-Belastete. Er stieg rasch zum führenden Strafverteidiger der Zweiten Republik auf. Er blieb bis in sein hohes Lebensalter ein aktiver Anwalt, Friedrich Weissensteiner (siehe Literatur) zeigt ein Foto mit Stern bei einem Mordprozess im Wiener Landesgericht im Jahre 1987.
Sterns Einsatz für Strafverteidiger im Gerichtssaal waren über Jahrzehnte geschätzter Gegenstand der Berichterstattung in den Tageszeitungen und oft das Tagesgespräch in der Bevölkerung. Sein Fleiß war sprichwörtlich, galt als seine Stachanow-Norm, mit einem Arbeitstag von vier Uhr morgens bis halb sieben abends, auch Samstag und Sonntag, ohne Urlaub, jahrzehntelang. Journalisten lud er zumeist zu einem Frühstück um 7 Uhr früh, zu einem Kaffee, Butterbrot und einem weichen Ei.

## Ifflandring
Michael Stern rief den sogenannten österreichischen Ifflandring für Strafverteidiger ins Leben. Der Inhaber soll testamentarisch verfügen, dass dieser nach seinem Tod an den besten Strafverteidiger seiner Wahl weitergegeben wird. Michael Stern vermachte diesen 1989 Wilhelm Philipp, dieser wiederum 1999 dem aktuellen Inhaber Herbert Eichenseder.